# Sekhukhune (district)
Sekhukhune (officieel Sekhukhune District Municipality, voorheen Greater Sekhukhune District Municipality; Afrikaans: Sekhukhune-distriksmunisipaliteit) is een district in Zuid-Afrika.
Greater Sekhukhune ligt in de provincie Limpopo en telt 1.076.840 inwoners.

## Gemeenten in het district[4]
- Elias Motsoaledi
- Ephraim Mogale
- Fetakgomo
- Greater Tubatse
- Makhudutamaga